# Beighton
Beighton è un paese di 17.800 abitanti della contea del South Yorkshire, in Inghilterra. Si trova all'interno dell'area urbana di Sheffield.